# Contre Apion
Contre Apion (latin : Contra Apionem) est un livre écrit vers 93 apr. J.-C. par Flavius Josèphe afin de défendre les Juifs et le judaïsme contre les accusations d'Apion, un grammairien (et polygraphe) qui vivait dans la première moitié du même siècle. L'ouvrage s'adresse directement aux Romains et aux Grecs.
Le Contre Apion, dont le titre exact est Sur l'antiquité des juifs / judéens, est sans doute la dernière œuvre écrite par Josèphe. Dans ce pamphlet, où se mêlent histoire et polémique, Flavius Josèphe entreprend de répondre aux critiques qu’avaient soulevées ses Antiquités judaïques, et défend notamment l’ancienneté du peuple d’Israël, fortement mise en doute par les historiens grecs. L’auteur y déploie sa vaste culture en citant tous les auteurs grecs qui, selon lui, ont parlé des juifs.
Par ailleurs Josèphe ne se contente pas de répondre à ces arguments et allégations, dont l'une des premières accusations de meurtre rituel contre les Juifs, mais présente également le judaïsme comme une religion et philosophie classique, soulignant son antiquité par rapport aux traditions relativement plus récentes des Grecs. Il définit aussi les livres qu'il considérait comme faisant partie des Écritures juives.

## Éditions
Josephus, Flavius, Théodore Reinach (éd.) Léon Blum (trad.). Contre Apion. Paris : Les Belles Lettres, (1930) 2003. 3ème tirage. Collection Des Universités De France. Nouvelle édition, augmentée et mise à jour par Sylvie Anne Goldberg, Paris, Les Belles Lettres, Classiques en Poche, 2018, précédée de  L'Amère ironie de l'histoire.